# Jane Colden
Jane Colden, född 27 mars 1724 i New York, död 10 mars 1766, var en amerikansk botaniker. Hon har kallats för sitt lands första kvinnliga botaniker. 
Colden åtnjöt respekt bland samtida botaniker som John Bartram, Peter Collinson, Alexander Garden och Carl von Linné. Hon är framför allt känd för sin kartläggning av floran runt New York.